# Graptopetalum occidentale
Graptopetalum occidentale és una espècie de planta suculenta del gènere Graptopetalum, de la família de les Crassulaceae.

## Descripció
És una planta suculenta perenne, amb les fulles que formen rosetes. Glabra, acaule.
Les rosetes, solitàries o a vegades creixent en agrupacions, cadascuna de fins a 4,5 cm de diàmetre i de 1 a 5 cm d'alçada, amb 80 a 90 fulles.
Les fulles, de 20 mm de llarg i 8 a 10 mm d'ample, oblanceolades, obtuses i mucronades, mucro d'1 a 3 mm de llarg, els marges arrodonits, convexes a banda i banda, de color verd blavós a verd.
Les inflorescències, d'1 a 4, de 11 a 36 cm de llarg, amb 6 o 7 bràctees als 2/3 superiors de la tija, amb 2 a 4 branques en zigazaga, amb 3 a 10 flors cadascuna.
Les flors amb pètals imbricats, oblanceolats, units 2 mm a la base, subaguda, carinada al revers, de color verdós a groc amb franges longitudinals vermelloses al terç superior a l'anvers.

## Distribució
Espècie endèmica de l'estat de Sinaloa, Mèxic Creix al bosc caducifoli tropical a 450 m d'altitud.

## Taxonomia
Graptopetalum occidentale va ser descrita per Rose ex E. Walther i publicada a Cactus and Succulent Journal 5: 411. 1933.
A Cactus and Succulent Journal US 89 (1): 15-16, 2017, Myron Kimnach va crear el nou gènere Reidmorania per a aquesta planta.

### Etimologia
Graptopetalum: nom genèric que deriva de les paraules gregues: γραπτός (graptos) per a "escrits", pintats i πέταλον (petalon) per a "pètals" on es refereix als pètals generalment tacats.
occidentale epítet llatí que significa 'occidental'.

### Sinonímia
Echeveria kimnachii J. Meyrán & Vega